# Parves et Nattages
Parves et Nattages  est, depuis le 1er janvier 2016, une commune nouvelle française, située dans le département de l'Ain en région Auvergne-Rhône-Alpes.
Elle a été créée le 1er janvier 2016 par arrêté préfectoral du 24 décembre 2015, en application de la loi du 16 décembre 2010 de réforme des collectivités territoriales. Elle résulte de la fusion des communes de Parves et de Nattages en une commune nouvelle, dont les conseils municipaux ont sollicité la création, à compter du 1er janvier 2016, par délibérations concordantes du 14 décembre 2015, qui par ailleurs définissent les modalités liées à son fonctionnement,.

## Géographie
La commune est située à 5 km à l'est de la ville de Belley et au nord-ouest de celle de Yenne en Savoie, entre le Rhône et son canal de dérivation. 
Elle est dans la zone d'appellation AOC des vins du Bugey.
Elle culmine au mont Chevreaux à 631 m.

### Climat
Pour des articles plus généraux, voir Climat d'Auvergne-Rhône-Alpes et Climat de l'Ain.
En 2010, le climat de la commune est de type climat des marges montargnardes, selon une étude du CNRS s'appuyant sur une série de données couvrant la période 1971-2000. En 2020, Météo-France publie une typologie des climats de la France métropolitaine dans laquelle la commune est exposée à un climat de montagne ou de marges de montagne et est dans la région climatique Alpes du nord, caractérisée par une pluviométrie annuelle de 1 200 à 1 500 mm, irrégulièrement répartie en été.
Pour la période 1971-2000, la température annuelle moyenne est de 10,5 °C, avec une amplitude thermique annuelle de 17,8 °C. Le cumul annuel moyen de précipitations est de 1 295 mm, avec 10 jours de précipitations en janvier et 8 jours en juillet. Pour la période 1991-2020, la température moyenne annuelle observée sur la station météorologique de Météo-France la plus proche, « Belley Man », sur la commune de Belley à 4 km à vol d'oiseau, est de 12,1 °C et le cumul annuel moyen de précipitations est de 1 099,8 mm,. Pour l'avenir, les paramètres climatiques de la commune estimés pour 2050 selon différents scénarios d'émission de gaz à effet de serre sont consultables sur un site dédié publié par Météo-France en novembre 2022.

## Urbanisme

### Typologie
Au 1er janvier 2024, Parves et Nattages est catégorisée commune rurale à habitat dispersé, selon la nouvelle grille communale de densité à 7 niveaux définie par l'Insee en 2022.
Elle est située hors unité urbaine. Par ailleurs la commune fait partie de l'aire d'attraction de Chambéry, dont elle est une commune de la couronne,. Cette aire, qui regroupe 115 communes, est catégorisée dans les aires de 200 000 à moins de 700 000 habitants,.

## Histoire
Au fil des siècles, Parves et Nattages ont eu des relations très proches.
Avant 1692, les registres paroissiaux du village furent communs puis le furent une nouvelle fois entre 1718 et 1739.
En 1792, les communes de Nattages, Parves et Chemillieu de Parves fusionnent sous le nom de commune Parves-Nattages mais Parves et Nattages redeviennent des communes distinctes le 25 mai 1872.
Près de 150 ans plus tard, le 1er janvier 2016, les deux communes ne refont qu'une pour donner Parves-et-Nattages.
La création de la nouvelle commune de Parves et Nattages, entérinée par l'arrêté du 24 décembre 2015, a entraîné la transformation de deux anciennes communes (Parves et Nattages) en « communes déléguées », opération entrée en vigueur le 1er janvier 2016.

## Politique et administration

### Découpage territorial
La commune de Parves et Nattages est membre de la communauté de communes Bugey Sud, un établissement public de coopération intercommunale (EPCI) à fiscalité propre créé le 1er janvier 2014 dont le siège est à Belley. Ce dernier est par ailleurs membre d'autres groupements intercommunaux.
Sur le plan administratif, elle est rattachée à l'arrondissement de Belley, au département de l'Ain et à la région Auvergne-Rhône-Alpes. Sur le plan électoral, elle dépend du  canton de Belley pour l'élection des conseillers départementaux, depuis le redécoupage cantonal de 2014 entré en vigueur en 2015, et de la troisième circonscription de l'Ain  pour les élections législatives, depuis le dernier découpage électoral de 2010.

### Administration municipale
| Période      | Période  | Identité         | Étiquette  | Qualité                                       |
| ------------ | -------- | ---------------- | ---------- | --------------------------------------------- |
| janvier 2016 | En cours | Mme Claude Comet | Écologiste | Journaliste Conseillère régionale (2010-2015) |

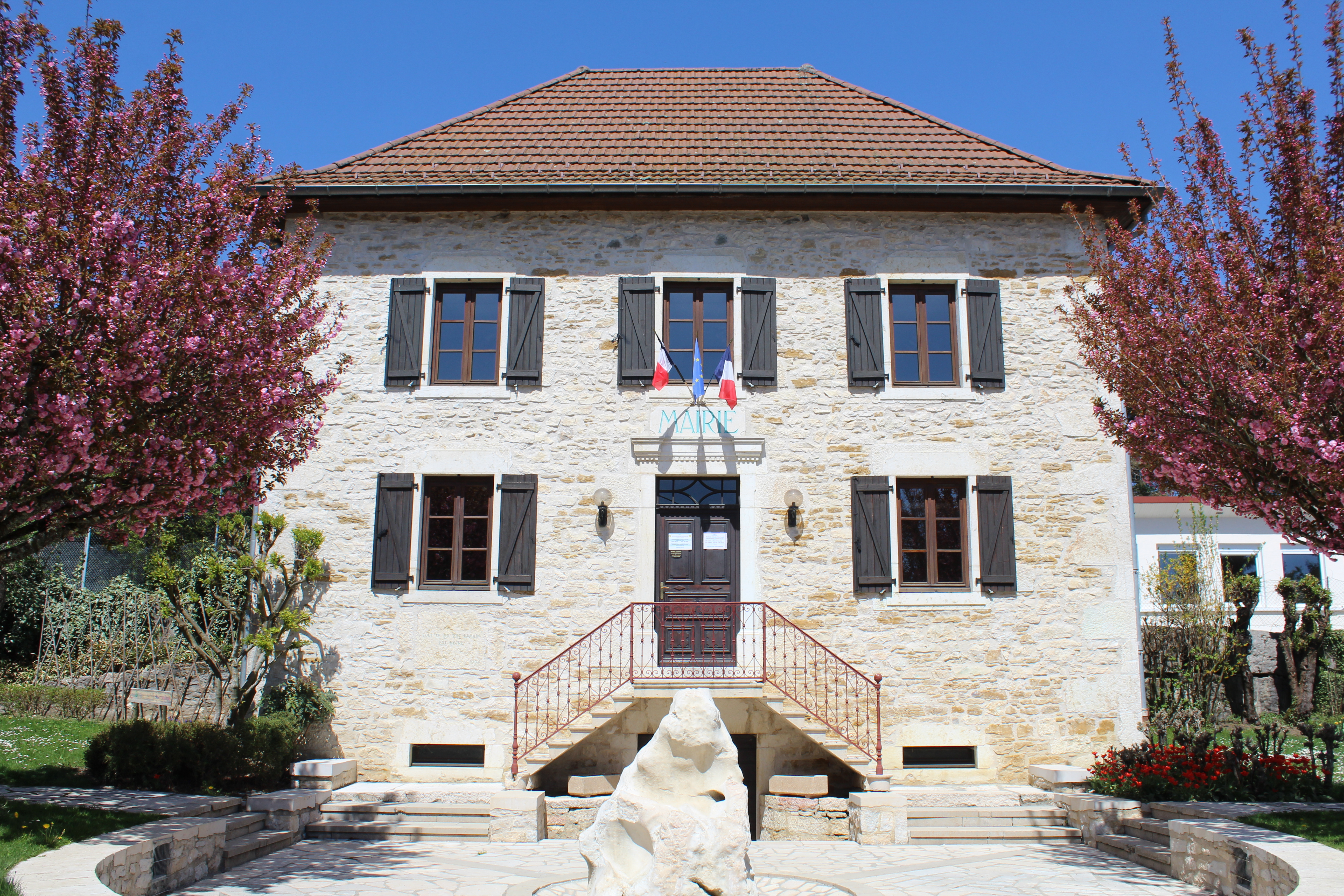
Mairie.

Jusqu'aux prochaines élections municipales de 2020, le conseil municipal de la nouvelle commune est constitué de l'ensemble des conseillers municipaux des 2 anciennes communes.

### Communes déléguées
| Nom            | Code Insee | Intercommunalité | Superficie (km2) | Population (dernière pop. légale) | Densité (hab./km2) |
| -------------- | ---------- | ---------------- | ---------------- | --------------------------------- | ------------------ |
| Parves (siège) | 01286      | CC Bugey Sud     | 5,53             | 371 (2015)                        | 67                 |
| Nattages       | 01271      | CC Bugey Sud     | 10,33            | 567 (2015)                        | 55                 |

## Population et société

### Démographie
L'évolution du nombre d'habitants est connue à travers les recensements de la population effectués dans la commune depuis sa création.
En 2022, la commune comptait 943 habitants, en évolution de +0,64 % par rapport à 2016 (Ain : +5,15 %, France hors Mayotte : +2,11 %).
| 2014 | 2015 | 2020 | 2022 |
| ---- | ---- | ---- | ---- |
| 936  | 938  | 959  | 943  |

## Culture locale et patrimoine

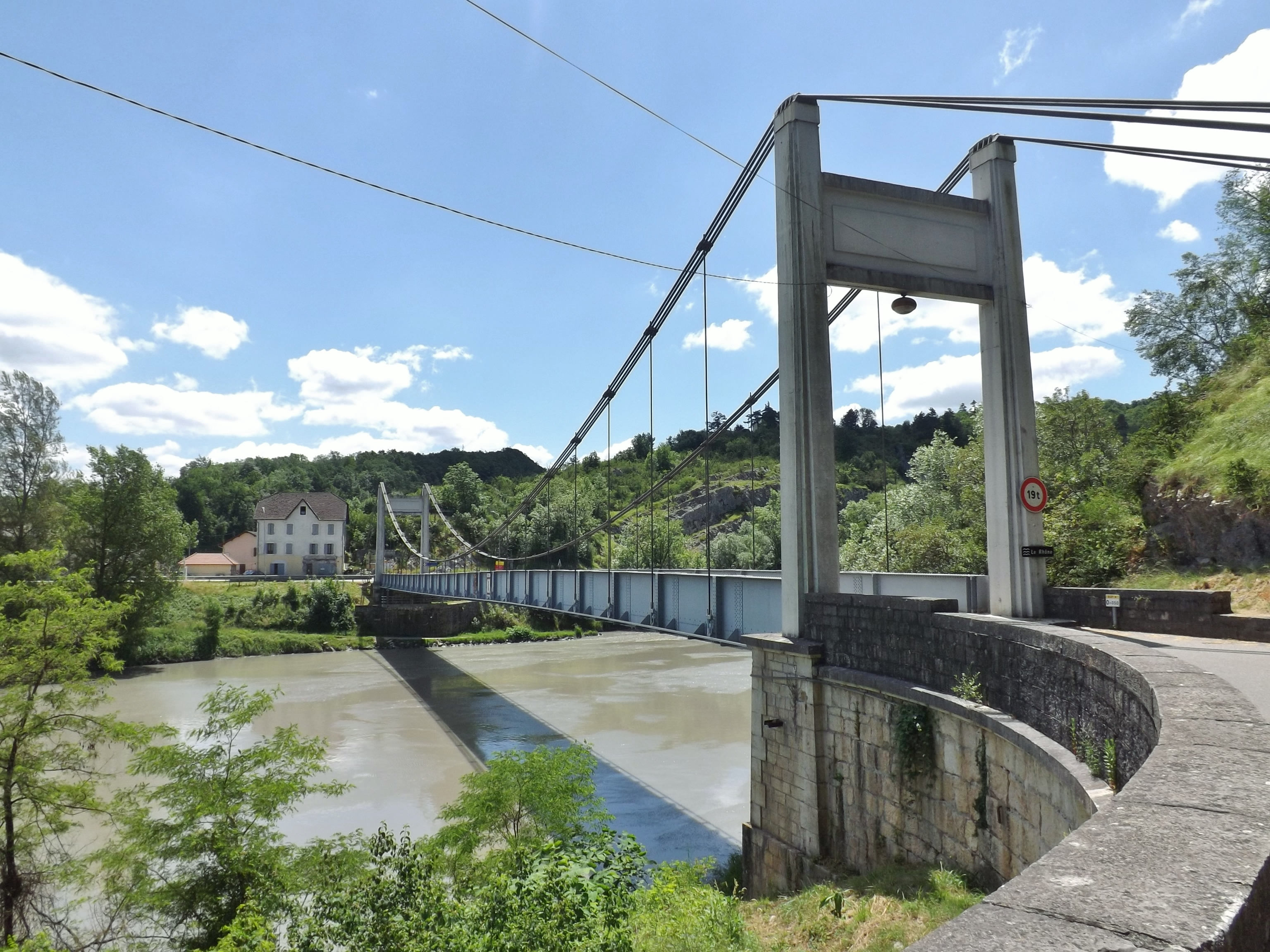
Pont suspendu de Yenne.

### Lieux et monuments
- La pierre à bassins de Rosset fait l’objet d’un classement au titre des monuments historiques depuis le 3 mai 1913.
- Pierre à bassins de Bagneux également classée.
- Église Saint-Pierre de Parves datée de 1894.
- Ruines du château de Montbel.
- Maison Hugonnier, possible ancien établissement templier.
- Église Saint-Pierre de Nattages, reconstruite au XVIIe siècle.
- Chapelle Saint-André de Chemillieu, romane.
- Présence de vestiges gallo-romains.
- Pont suspendu de Yenne.

### Zones naturelles protégées
- Le Haut-Rhône de la Chautagne aux chutes de Virignin, ZNIEFF de type I, classée zone de protection spéciale, Natura 2000
- La Falaise de Virignin, grottes de Pierre-Châtel

### Personnalités liées à la commune
- Robert Borrel, ancien député de la Haute-Savoie.